# A Collection of Beatles Oldies (But Goldies!)
A Collection of Beatles Oldies (But Goldies!) è una raccolta di singoli dei Beatles registrati e venduti tra il 1963 e il 1966. L'album è stato pubblicato in Gran Bretagna e in Australia ma non negli Stati Uniti.

## Storia
L'album in questione è il risultato di un'iniziativa della Parlophone che, non avendo materiale nuovo da pubblicare alla fine del 1966, decise di pubblicare in un'unica raccolta i singoli fino ad allora di maggior successo dei fab four. La traccia Bad Boy non era mai uscita fino ad allora in Gran Bretagna, ma negli Stati Uniti era stata inclusa nell'album Beatles VI.

## Copertina
La copertina, tratta da un dipinto di David Christian, divenne particolarmente celebre perché conterrebbe i primi indizi che poi daranno vita alla nascita della leggenda della morte di Paul McCartney. Nello specifico, la strada che percorre l'auto in copertina sembra proprio puntare dritto alla testa della figura seduta in primo piano, e quindi rimandare all'incidente stradale (con ferite mortali alla testa) di cui sarebbe stato vittima Paul McCartney.

## Accoglienza
L'album in Gran Bretagna non andò oltre la sesta posizione. Tuttavia l'album continuò a vendere molto bene per tutti i successivi trent'anni fino a quando venne ritirato dal commercio. Nonostante ciò l'album non è stato mai ristampato su CD.

## Tracce
Tutte le canzoni hanno come autori John Lennon e Paul McCartney, eccetto dove indicato.
Lato A
1. She Loves You (1963)
2. From Me to You (1963)
3. We Can Work It Out (1965)
4. Help! (1965)
5. Michelle (1965)
6. Yesterday (1965)
7. I Feel Fine (1965)
8. Yellow Submarine (1966)

Lato B
1. Can't Buy Me Love (1964)
2. Bad Boy (Larry Williams) (1964)
3. Day Tripper (1965)
4. A Hard Day's Night (1964)
5. Ticket to Ride (1965)
6. Paperback Writer (1966)
7. Eleanor Rigby (1966)
8. I Want to Hold Your Hand (1963)

## Formazione
- George Harrison — chitarre elettriche, voce
- John Lennon — voce, chitarra ritmica, chitarra acustica; armonium in We Can Work It Out, chitarra solista in Day Tripper
- Paul McCartney — voce, basso; chitarra acustica in Michelle e Yesterday, chitarra solista in Ticket to Ride e Paperback Writer
- Ringo Starr — batteria, percussioni; voce in Yellow Submarine
- George Martin — pianoforte in A Hard Day's Night

Crediti
- George Martin — produttore